# Luca Vitalesta
Luca Vitalesta (Roma, 8 novembre 1965) è uno schermidore italiano, specializzato nel fioretto. Ha vinto una medaglia d'argento ai Campionati mondiali di scherma.

## Palmarès

### Risultati élite
In carriera ha ottenuto i seguenti risultati:
Mondiali
Individuale
A squadre
- Argento nel fioretto a Essen 1993

Universiadi
Individuale
A squadre
- Bronzo nel fioretto a Zagabria 1987

Campionati italiani
Individuale
- Oro nel fioretto nel 1990

A squadre

### Risultati giovani
Mondiali giovanili
Individuale
- Oro nel fioretto a Budapest 1983
- Argento nel fioretto a Arnhem 1985

A squadre